# بيك أحمد
 بيك أحمد  يا ( بَك أحمد )، من قرى السهل الجنوبي لضيعة كوخرد، قرية زراعية عامرة ملاصقة لبادية كوخرد الجنوبية، تابعة لناحية كوخرد  (بالفارسية: بخش كوخرد)  من توابع مدينة بستك في محافظة هرمزگان في جنوب إيران. منطقة زراعية بينها وبين مدعاجون « مدحاجون » أو (محمد حاجيان) كيلومترين. وتقع على ضفة نهر مهران من جهة الجنوب.

## حدود بيك احمد
من الشمال: نهر مهران، ومن الجنوب « کوه خآب»، ومن الغرب مدعاجون وسد بز، ومن الشرق تنتهي ب بشكروا.

## آثار بيك احمد
آثار بيك أحمد تـتمثل في منازل قبيلة « الشیخ أبوالقاسم » وبعض البيون المبنية من الحصى والطين المسلح من التبن. بها مزارع النخيل وآبار مياه عذبة، وبركة تسمى:
« بركة بک احمد »، كذلك بها أراضي خصبة لزراعة البر والشعير، و« بک أحمد » قرية زراعية شأنها شأن قرى كوخرد الأخرى في كثرة النخيل ووفرة الغلات الزراعية،
كما اشتهرت بكثرت المزروعات وأشجار النخيل، ومنها يحمل في الوقت الحاضر التمر ومشتقاته إلى كوخرد.
ومن أسمائها: (باقي احمد).

## وصلات خارجية
- الادارية لمحافظة هرمزگان
- الادارية لمحافظة هرمزگان (بلده كوخرد)